# Gregory Haughton
Pour les articles homonymes, voir Haughton.
Greg Haughton, né le 10 novembre 1973 à Saint Mary, est un athlète jamaïcain, spécialiste du 400 m.
Il a remporté trois médailles olympiques, la première en 1996 et les deux suivantes en 2000.

## Palmarès

### Jeux olympiques d'été
- Jeux olympiques d'été de 1996 à Atlanta ( États-Unis)
  -  Médaille de bronze en relais 4 × 400 m
- Jeux olympiques d'été de 2000 à Sydney ( Australie)
  -  Médaille de bronze sur 400 m
  -  Médaille d'argent en relais 4 × 400 m[1]

### Championnats du monde d'athlétisme
- Championnats du monde d'athlétisme de 1993 à Stuttgart ( Allemagne)
  - 6e sur 400 m
  - 7e en relais 4 × 400 m
- Championnats du monde d'athlétisme de 1995 à Göteborg ( Suède)
  -  Médaille de bronze sur 400 m
  -  Médaille d'argent en relais 4 × 400 m
- Championnats du monde d'athlétisme de 1997 à Athènes ( Grèce)
  -  Médaille de bronze en relais 4 × 400 m
- Championnats du monde d'athlétisme de 1999 à Séville ( Espagne)
  - 6e sur 400 m
  -  Médaille de bronze en relais 4 × 400 m
- Championnats du monde d'athlétisme de 2001 à Edmonton ( Canada)
  -  Médaille de bronze sur 400 m
  -  Médaille de bronze en relais 4 × 400 m

### Championnats du monde d'athlétisme en salle
- Championnats du monde d'athlétisme en salle de 1997 à Paris ( France)
  -  Médaille d'argent en relais 4 × 400 m
- Championnats du monde d'athlétisme en salle de 2004 à Budapest ( Hongrie)
  - éliminé en demi-finale sur 400 m

### Jeux panaméricains
- Jeux Panaméricains de 1999 à Winnipeg ( Canada)
  -  Médaille d'or sur 400 m
  -  Médaille d'or en relais 4 × 400 m

### Jeux du Commonwealth
- Jeux du Commonwealth de 1998 à Kuala Lumpur ( Malaisie)
  - 7e sur 400 m
  -  Médaille d'or en relais 4 × 400 m

### Jeux d'Amérique centrale et des Caraïbes
- Jeux d'Amérique centrale et des Caraïbes de 1993 à Ponce ( Porto Rico)
  -  Médaille d'or sur 400 m
  -  Médaille de bronze en relais 4 × 400 m

## Sources
- (en) Cet article est partiellement ou en totalité issu de l’article de Wikipédia en anglais intitulé « Greg Haughton » (voir la liste des auteurs).